# Lednevo
Lednevo (en rus: Леднево) és un poble de l'óblast de Vladímir, a Rússia, segons el cens del 2010 tenia 39 habitants. Pertany al districte municipal de Iúriev-Polski.